# Сфинктер Люткенса
Сфи́нктер Люткенса (сфи́нктер пузы́рного жёлчного прото́ка, в советской и российской литературе иногда сфинктер Люткенса — Мартынова) — сфинктер, расположенный в шейке жёлчного пузыря, в месте её перехода в пузырный жёлчный проток. Впервые описан Ульрихом Люткенсом в 1926 году.
Представляет собой циркулярный пучок гладкомышечных волокон.
В пищеварительный период регулирует поступление жёлчи из жёлчного пузыря в пузырный жёлчный проток. В нормальных условиях, вне пищеварения, ритмически сокращается и расслабляется, то открывая доступ печёночной жёлчи в пузырь, то, напротив, прекращая его.